# Nieuwerkerken (Limburg)
Nieuwerkerken is een plaats en gemeente in de provincie Limburg in België. De gemeente, gelegen ten zuidwesten van Hasselt, telt ruim 7.000 inwoners. Nieuwerkerken behoort tot het kieskanton en het gerechtelijk kanton Sint-Truiden.

## Etymologie
De naam spreekt voor zich. In 1139 werd de plaats voor het eerst vermeld als Nova ecclesia.

## Geschiedenis
Nieuwerkerken, waarvan de kern belangrijk kleiner was dan tegenwoordig, had een onduidelijke juridische status. Het grootste deel van het dorp was afhankelijk van de heerlijkheid Attenhoven, welke in Brabant lag, maar een leen was van het Sint-Lambertuskapittel te Luik. Juridisch viel het onder de schepenbank van Gorsem. In feite was de situatie dermate gecompliceerd, dat er geen eigenlijke autoriteit bestond en men gemakkelijk asielrecht verleende aan lieden die elders strafrechtelijk werden vervolgd. Deze situatie duurde voort tot 1785. De tot de huidige gemeente behorende buurtschappen Tichelrij (in het noorden) en Schelfheide (in het noordwesten) waren beide afzonderlijke heerlijkheden, die Loons recht kenden. Tichelrij had een eigen schepenbank, en Schelfheide viel onder Gorsem. Zij maakten 80% van het grondgebied van de latere gemeente Nieuwerkerken, zoals die bestaan heeft voordat de gemeentelijke fusies tot stand kwamen.

## Geografie
Met een oppervlakte van 2237 ha en een inwonersaantal van ruim 7000 is Nieuwerkerken een van de kleinste gemeenten van Limburg.

### Kernen
Van links met de klok mee sluiten de deelgemeenten Binderveld, Nieuwerkerken, Wijer en Kozen op de centrumplaats aan.

### Deelgemeenten
| # | Naam          | Opp. (km²) | Inwoners (2020) | Inwoners per km² | NIS-code |
| - | ------------- | ---------- | --------------- | ---------------- | -------- |
| 1 | Nieuwerkerken | 8,04       | 3.438           | 428              | 71045A   |
| 2 | Binderveld    | 3,78       | 649             | 171              | 71045B   |
| 3 | Wijer         | 5,25       | 1.265           | 241              | 71045C   |
| 4 | Kozen         | 5,44       | 1.646           | 303              | 71045D   |

### Ligging
Nieuwerkerken ligt in het zuidwesten van de provincie Limburg. De gemeentegrens wordt in het westen gedeeld met het Vlaams-Brabantse Geetbets. Nieuwerkerken heeft twee historische steden als buur: Hasselt in het noordoosten en Sint-Truiden in het zuiden. Alken is de buurgemeente in het noordoosten.

### Nabijgelegen kernen
Kortenbos, Sint-Truiden, Melveren, Rummen, Schakkebroek, Herk-de-Stad

## Demografie

### Demografische ontwikkeling voor de fusie
- Bronnen:NIS 1831 t/m 1970=volkstellingen

### Demografische ontwikkeling van de fusiegemeente
Alle historische gegevens hebben betrekking op de huidige gemeente, inclusief deelgemeenten, zoals ontstaan na de fusie van 1 januari 1977.
- Bronnen:NIS, Opm:1831 tot en met 1981=volkstellingen; 1990 en later= inwonertal op 1 januari

| Inwoners van jaar tot jaar op 1 januari 1992 tot heden | Inwoners van jaar tot jaar op 1 januari 1992 tot heden | Inwoners van jaar tot jaar op 1 januari 1992 tot heden |
| jaar                                                   | Aantal                                                 | Evolutie: 1992=index 100                               |
| ------------------------------------------------------ | ------------------------------------------------------ | ------------------------------------------------------ |
| 1992                                                   | 5.980                                                  | 100,0                                                  |
| 1993                                                   | 6.047                                                  | 101,1                                                  |
| 1994                                                   | 6.065                                                  | 101,4                                                  |
| 1995                                                   | 6.163                                                  | 103,1                                                  |
| 1996                                                   | 6.177                                                  | 103,3                                                  |
| 1997                                                   | 6.233                                                  | 104,2                                                  |
| 1998                                                   | 6.337                                                  | 106,0                                                  |
| 1999                                                   | 6.432                                                  | 107,6                                                  |
| 2000                                                   | 6.483                                                  | 108,4                                                  |
| 2001                                                   | 6.510                                                  | 108,9                                                  |
| 2002                                                   | 6.486                                                  | 108,5                                                  |
| 2003                                                   | 6.480                                                  | 108,4                                                  |
| 2004                                                   | 6.516                                                  | 109,0                                                  |
| 2005                                                   | 6.585                                                  | 110,1                                                  |
| 2006                                                   | 6.606                                                  | 110,5                                                  |
| 2007                                                   | 6.685                                                  | 111,8                                                  |
| 2008                                                   | 6.707                                                  | 112,2                                                  |
| 2009                                                   | 6.758                                                  | 113,0                                                  |
| 2010                                                   | 6.732                                                  | 112,6                                                  |
| 2011                                                   | 6.687                                                  | 111,8                                                  |
| 2012                                                   | 6.691                                                  | 111,9                                                  |
| 2013                                                   | 6.729                                                  | 112,5                                                  |
| 2014                                                   | 6.748                                                  | 112,8                                                  |
| 2015                                                   | 6.841                                                  | 114,4                                                  |
| 2016                                                   | 6.865                                                  | 114,8                                                  |
| 2017                                                   | 6.941                                                  | 116,1                                                  |
| 2018                                                   | 6.960                                                  | 116,4                                                  |
| 2019                                                   | 6.947                                                  | 116,2                                                  |
| 2020                                                   | 6.998                                                  | 117,5                                                  |
| 2021                                                   | 7.062                                                  | 118,1                                                  |
| 2022                                                   | 7.027                                                  | 117,5                                                  |
| 2023                                                   | 7.190                                                  | 120,2                                                  |
| 2024                                                   | 7.295                                                  | 122,0                                                  |
| 2025                                                   | 7.328                                                  | 122,5                                                  |

## Politiek

### Structuur
De gemeente Nieuwerkerken ligt in het kieskanton Sint-Truiden en het provinciedistrict Sint-Truiden, het kiesarrondissement Hasselt-Tongeren-Maaseik (identiek aan de kieskring Limburg).
| Nieuwerkerken    | Nieuwerkerken    | Supranationaal         | Nationaal                         | Nationaal          | Gemeenschap       | Gewest            | Provincie         | Arrondissement           | Provinciedistrict | Kanton          | Gemeente        |
| ---------------- | ---------------- | ---------------------- | --------------------------------- | ------------------ | ----------------- | ----------------- | ----------------- | ------------------------ | ----------------- | --------------- | --------------- |
| Administratief   | Niveau           | Europese Unie          | België                            | België             | Vlaanderen        | Vlaanderen        | Limburg           | Hasselt                  | Hasselt           | Hasselt         | Nieuwerkerken   |
| Administratief   | Bestuur          | Europese Commissie     | Belgische regering                | Belgische regering | Vlaamse regering  | Vlaamse regering  | Deputatie         | Deputatie                | Deputatie         | Deputatie       | Gemeentebestuur |
| Administratief   | Raad             | Europees Parlement     | Kamer van volksvertegenwoordigers | Vlaams Parlement   | Vlaams Parlement  | Vlaams Parlement  | Provincieraad     | Provincieraad            | Provincieraad     | Provincieraad   | Gemeenteraad    |
| Kiesomschrijving | Kiesomschrijving | Nederlands Kiescollege | Kieskring Limburg                 | Kieskring Limburg  | Kieskring Limburg | Kieskring Limburg | Kieskring Limburg | Hasselt-Tongeren-Maaseik | Sint-Truiden      | Sint-Truiden    | Nieuwerkerken   |
| Verkiezing       | Verkiezing       | Europese               | Federale                          | Federale           | Vlaamse           | Vlaamse           | Provincieraads-   | Provincieraads-          | Provincieraads-   | Provincieraads- | Gemeenteraads-  |

### Geschiedenis

#### (Voormalige) burgemeesters
| Tijdspanne | Tijdspanne   | Burgemeester                    |
| ---------- | ------------ | ------------------------------- |
|            | 1869 - 1899  | Edmond Whettnall (Kath. Partij) |
|            | ...          |                                 |
|            | 1946 - 1958  | Libert Geuns                    |
|            | ...          |                                 |
|            | 1965 - 1982  | Maurice Secretin (CVP)          |
|            | 1983 - 2000  | Louis Germeys (GBL)             |
|            | 2001 - 2018  | Benny Bamps (CD&V)              |
|            | 2019 - heden | Dries Deferm (CD&V)             |

#### Legislatuur 2001 - 2006
sp.a en Gemeentebelangen (GBL) bundelde de krachten en kwamen op met de kieslijst Nieuwerkerkense Eenheidspartij (NEPA). De CVP (vanaf 2001 CD&V) sloot een coalitie met VLD, burgemeester werd Benny Bamps. In 2003 ontstond er onrust in de coalitie nadat eerste schepen Kamiel Gysenbergs (die voor de verkiezingen overstapte van GBL naar CVP) zijn ontslag indiende en CD&V Marc Secretin voordroeg als opvolger. VLD dreigde hierop een alternatieve meerderheid te vormen met NEPA. Kamiel Gysenbergs trok hierop zijn ontslag in, waardoor de coalitie op de been bleef. Later vond de vervanging alsnog plaats

#### Legislatuur 2007 - 2012
sp.a en Gemeentebelangen (GBL) bundelde opnieuw de krachten en kwamen ditmaal op onder de naam GBL-sp.a. CD&V zorgde deze verkiezingen voor een absolute meerderheid. Toch vormde ze samen met GBL-sp.a een coalitie. Samen hadden ze 16 van de 17 te verdelen zetels.

#### Legislatuur 2013 - 2018
Burgemeester is Benny Bamps (CD&V). Hij leidt een coalitie bestaande uit CD&V en Gemeentebelangen. Samen vormen ze de meerderheid met 12 op 17 zetels. Deze verkiezingen had Nieuwerkerken ook de jongste verkiesbare persoon. Dit was Robby Brans (N-VA), die tevens ook zelf de lijst opstartte, met zijn 18 jaar en 3 dagen. Hij werd echter niet verkozen. Zijn partij haalde één zetel. In de loop van de legislatuur werd deze zetel ingevuld als onafhankelijke.

#### Legislatuur 2019-2024
Burgemeester werd Dries Deferm (CD&V). Zijn partij CD&V haalde de absolute meerderheid met 9 op 17 zetels.

#### Legislatuur 2024-2030
Burgemeester bleef Dries Deferm (CD&V plus). CD&V plus beschikte over een absolute meerderheid van 12 van de 17 zetels.

#### Resultaten gemeenteraadsverkiezingen sinds 1976
| Partij of kartel     | Partij of kartel                             | 10-10-1976 | 10-10-1976 | 10-10-1982 | 10-10-1982 | 9-10-1988 | 9-10-1988 | 9-10-1994 | 9-10-1994 | 8-10-2000 | 8-10-2000 | 8-10-2006 | 8-10-2006 | 14-10-2012 | 14-10-2012 | 14-10-2018 | 14-10-2018 | 13-10-2024 | 13-10-2024 |
| Stemmen / Zetels     | Stemmen / Zetels                             | %          | 17         | %          | 17         | %         | 17        | %         | 17        | %         | 17        | %         | 17        | %          | 17         | %          | 17         | %          | 19         |
| -------------------- | -------------------------------------------- | ---------- | ---------- | ---------- | ---------- | --------- | --------- | --------- | --------- | --------- | --------- | --------- | --------- | ---------- | ---------- | ---------- | ---------- | ---------- | ---------- |
|                      | CVP1 / NIEUW2 / CD&V3 / CD&V Plus4           | 78,691     | 14         | 42,751     | 8          | 27,852    | 4         | 25,621    | 4         | 41,461    | 8         | 49,563    | 9         | 38,93      | 8          | 44,63      | 9          | 53,84      | 12         |
|                      | SP1 / GBL-sp.aA / sp.a2 / Vooruit3           | 20,071     | 3          | 22,021     | 3          | 28,111    | 5         | 28,521    | 5         | -         |           | 37,98A    | 7         | 18,132     | 3          | 21,92      | 3          | 25,53      | 5          |
|                      | GBL1 / NEPA2 / GBL-sp.aA / Gemeentebelangen3 | -          |            | 35,231     | 6          | 44,031    | 8         | 35,831    | 7         | 41,292    | 7         | 37,98A    | 7         | 23,623     | 4          | 22,63      | 4          | -          |            |
|                      | VLD1 / Open Vld2                             | -          |            | -          |            | -         |           | 10,031    | 1         | 14,581    | 2         | 12,46     | 1         | 7,972      | 1          | -          |            | -          |            |
|                      | N-VA                                         | -          |            | -          |            | -         |           | -         |           | -         |           | -         |           | 11,38      | 1          | 10,9       | 1          | 11,0       | 1          |
|                      | Vlaams Belang                                | -          |            | -          |            | -         |           | -         |           | -         |           | -         |           | -          |            | -          |            | 9,7        | 1          |
|                      | Agalev                                       | -          |            | -          |            | -         |           | -         |           | 2,67      | 0         | -         |           | -          |            | -          |            | -          |            |
|                      | X                                            | 1,23       | 0          | -          |            | -         |           | -         |           | -         |           | -         |           | -          |            | -          |            | -          |            |
| Totaal stemmen       | Totaal stemmen                               | 3821       | 3821       | 4234       | 4234       | 4436      | 4436      | 4655      | 4655      | 5017      | 5017      | 5026      | 5026      | 5102       | 5102       | 5283       | 5283       | 3753       | 3753       |
| Opkomst %            | Opkomst %                                    |            |            |            |            | 97,62     | 97,62     | 96,42     | 96,42     | 96,0      | 96,0      | 97,3      | 97,3      | 95,22      | 95,22      | 95,8       | 95,8       | 65,6       | 65,6       |
| Blanco en ongeldig % | Blanco en ongeldig %                         | 2,22       | 2,22       | 2,39       | 2,39       | 3,45      | 3,45      | 4,25      | 4,25      | 4,33      | 4,33      | 3,79      | 3,79      | 3,57       | 3,57       | 4,9        | 4,9        | 1,4        | 1,4        |

De zetels van de gevormde coalitie staan vetjes afgedrukt. De grootste partij staat in kleur.

## Bezienswaardigheden
- Sint-Pieterskerk van 1910, met toren van 1828
- Kasteel van Nieuwerkerken
- Enkele vakwerkhoeven, met name Diestersteenweg 217 en Tegelrijstraat 8.

## Natuur en landschap
Nieuwerkerken is gelegen in Vochtig-Haspengouw. De hoogte bedraagt ongeveer 50 meter. De bodem is opgebouwd uit zand- en kleilagen en het landschap wordt vooral getypeerd door weiden, akkers en boomgaarden. Vroeger bestond er in de wijde omgeving van Nieuwerkerken een uitgestrekt bosgebied, waarvan slechts het kleine Muggenbosje nog een restant is. Ten zuidoosten van Nieuwerkerken, voornamelijk op het grondgebied van de gemeente Sint-Truiden, bevindt zich een groter bosrestant, het tegenwoordige Provinciaal Domein Nieuwenhoven.

## Cultuur

### Beeldcultuur
- Nieuwerkerken was de locatie voor het eerste seizoen van het VTM-programma De Werf.
- Diverse scènes uit de Nederlandse film Knielen op een bed violen zijn opgenomen in de oude stallen van de hoeve in de Grotestraat 6.

## Mobiliteit
Het grondgebied van Nieuwerkerken wordt doorsneden door de N716 die Herk-de-Stad in het noorden en Sint-Truiden in het zuiden met elkaar verbindt.

## Bekende (ex-)inwoners
- Danny Boffin, voetballer
- Giel Deferm, voetballer[10]
- Joe Harris, zanger
- Robert Droogmans, rallyrijder
- Stijn Stijnen, voetballer[11]
- Jacky Mathijssen (voetballer / Trainer)

## Partnersteden
Nieuwerkerken is verzusterd met:
- San Casciano

Deelgemeenten: Binderveld · Kozen · Nieuwerkerken · Wijer

Overige kernen: Schelfheide

Belgische gemeenten · Arrondissement Hasselt · Limburg · Vlaanderen
Alken · As · Beringen · Bilzen-Hoeselt · Bocholt · Bree · Diepenbeek · Dilsen-Stokkem · Genk · Gingelom · Halen · Hamont-Achel · Hasselt · Hechtel-Eksel · Heers · Herk-de-Stad · Herstappe · Heusden-Zolder · Houthalen-Helchteren · Kinrooi ·  Lanaken · Leopoldsburg · Lommel · Lummen · Maaseik · Maasmechelen · Nieuwerkerken · Oudsbergen · Peer · Pelt · Riemst · Sint-Truiden · Tessenderlo-Ham · Tongeren-Borgloon · Voeren · Wellen · Zonhoven · Zutendaal

België: Provincies · Gemeenten